# Markgrevskapet Toscana

Italy 1000 AD

Markgrevskapet Toscana var en historisk stadsbildning i Italien mellan 800-talet och 1197. Det var en kejserlig vasallmonarki ungefär motsvarande Toscana.  
Markgrevedömet Toscana växte fram av de områden som tidigare tillhörde Lombardiska kungariket (568–774), sedan detta kungarike hade erövrats av Karl den store och därefter tillhört kejsaren. Området som hade utgjort det gamla kungariket låg för långt borta för att kejsaren skulle kunna regera det direkt, och det styrdes därför av lokala stormän, som fungerade som kejsarens vasaller. Området splittrades därmed i Genua, Verona och Toscana. 
Toscana kom gradvis att kontrolleras av greven av Lucca, som år 846 fick titeln markgreve av Toscana av kejsaren. Under 800- och 900-talet var Toscana en regional stormakt och spelade en viktig roll då det gällde valet av kejsare och kontakten mellan kejsaren och påvemakten. 
Efter Matilda av Toscanas död 1115 splittrades Toscana i allt fler småstater - bland dem republiken Florens - fram till att det 1197 betraktades som helt upplöst. Toscana enades inte igen förrän under storhertigdömet Toscana 1569. 